# Giacinto Oliverio
Giacinto Oliverio (Catanzaro, 12 gennaio 1831 – Catanzaro, 20 gennaio 1890) è stato un politico italiano.

## Biografia
Fu deputato del Regno d'Italia per una legislatura, eletto nel collegio di Catanzaro I.
Deceduto durante la legislatura, fu commemorato nella tornata del 3 febbraio 1890 dal presidente della Camera, Giuseppe Biancheri.